# Fuerza Social
El Partido Descentralista Fuerza Social (FS) fue un partido político de centroizquierda, que nació de la integración del Partido por la Democracia Social (PDS), el Movimiento CONREDES de Junín y el Movimiento Fuerza Social Cajamarca, como una manera de afrontar el momento que se vivía en el Perú, con un gran componente descentralista y democrático. En junio del año 2010 logra su inscripción electoral y participa de las elecciones regionales y provinciales a nivel nacional. Logra ganar las elecciones a la alcaldía de la Municipalidad de Lima, encabezada por Susana Villarán.

## Historia
En 1997 un grupo de siete peruanos convocó a tres sectores generacionales para una primera reunión en el Distrito de Pachacámac. El primer grupo estaba conformado por personas mayores de 45 años que tenían experiencia en la política, participando en algunas organizaciones como la Izquierda Unida, Democracia Cristiana, etc. El segundo grupo se encontraba conformado por profesionales entre 23 y 28 años, varios con experiencia política universitaria. La mayoría pertenecía a dos grupos políticos: Compromiso Universitario y Compromiso Perú. El tercer y último grupo estaba conformado por estudiantes de los últimos años de la Pontificia Universidad Católica del Perú, Universidad de Lima, Universidad Nacional Agraria La Molina, Universidad Nacional Mayor de San Marcos y la Universidad Peruana Cayetano Heredia. En esa primera reunión se redactaron los documentos iniciales del PDS: Tesis Políticas, Programa y Organización.
En 1999 en una asamblea en Carabayllo se fundó oficialmente el Partido por la Democracia Social - Compromiso Perú, siendo su primer coordinador nacional Francisco Guerra-García. En el 2000, en otra asamblea se eligió a Susana Villarán como coordinadora nacional.

### Elecciones generales del 2006
El PDS inicia su primera participación en la política en las elecciones generales del 2006, cuando deciden conforman una alianza con el Partido Humanista Peruano de Yehude Simon. La alianza se llamó Concertación Descentralista y tuvo como candidata presidencial a Susana Villarán, obteniendo el 0.62% de los votos válidos.

### Elecciones regionales y municipales del 2010
Ante la convocatoria de las elecciones regionales y municipales del año 2010, Fuerza Social decide participar inscribiéndose en octubre del 2010 en varios departamentos y provincias del Perú, en muchos casos en alianzas con movimientos regionales. En Lima formaron una coalición con el Movimiento Tierra y Libertad liderado por Marco Arana, el Movimiento Nueva Izquierda liderado por el excongresista Rolando Breña Pantoja y el movimiento político "Lima Para Todos" para lanzar la candidatura de Susana Villarán, quien luego obtuvo el primer lugar convirtiéndose en la primera alcaldesa de Lima elegida a través de elecciones.

### Elecciones generales del 2011
El 10 de diciembre del 2010, Fuerza Social se inscribió ante el Jurado Nacional de Elecciones como Alianza Fuerza Social para participar en los comicios del 2011 junto con el Movimiento Nueva Izquierda y el partido Fonavistas del Perú. Sin embargo al día siguiente, el personero legal del partido inscribió nuevamente la alianza pero solamente con el Movimiento Nueva Izquierda, excluyendo al partido Fonavista debido al vínculo de uno de sus principales dirigentes con el caso Comunicore.
El 18 de diciembre del 2010, en una asamblea del partido, deciden la alianza con el Movimiento Nueva Izquierda, y lanzaron la candidatura del excanciller Manuel Rodríguez Cuadros a la presidencia de la república para las elecciones generales del 2011, mientras que los candidatos a la vicepresidencias eran el exgobernador Vladimiro Huaroc y la decana Elva Quiñones. Sin embargo, el 18 de marzo del mismo año, Rodríguez junto a su plancha presidencial deciden renunciar en una conferencia de prensa debido a que en su opinión no existen condiciones de igualdad en la actual contienda electoral. Fuerza Social solamente quedaron con las lista del partido al Congreso de la República y al Parlamento Andino, aunque no lograron superar la valla electoral del 5% de los votos, perdiendo el partido su inscripción.

### Proceso de Revocatoria en 2013
Durante el proceso electoral de revocatoria convocado para decidir la permanencia de la alcaldesa y de la totalidad de regidores de la Municipalidad Metropolitana de Lima, Fuerza Social experimentó una victoria pírrica. Si bien su máxima lideresa, la alcaldesa Susana Villarán, logró mantenerse en el cargo por un estrecho margen de votación, 20 de los 21 regidores que mantenían el Consejo Metropolitano de Lima fueron revocados. Con este resultado, y de acuerdo a la normativa electoral, los cargos que estos regidores dejarán vacantes deberían ser cubiertos por sus respectivos accesitarios hasta que se celebren las elecciones complementarias. Sin embargo, Fuerza Social sólo cuenta con 17 de accesitarios, por lo que las tres vacantes faltantes deberán ser cubiertas por miembros del Partido Popular Cristiano. Ello conllevó a que Fuerza Social pierda la mayoría que tenía en el Concejo.

## Resultados Electorales

### Elecciones presidenciales
|  | 0.62 % |

|  | 18.74 % |

### Elecciones parlamentarias
|  | 0.85 % |

|  | 0.84 % |

|  | 13.94 % |

### Elecciones al Parlamento Andino
|  | 0.64 % |

|  | 15.46 % |

### Elecciones regionales y municipales
| Año  | Gobiernos Regionales                | Alcaldías Provinciales              | Alcaldías Distritales               |
| Año  | Representantes                      | Representantes                      | Representantes                      |
| ---- | ----------------------------------- | ----------------------------------- | ----------------------------------- |
| 2010 | 0/25                                | 1/196                               | 0/1694                              |
| 2014 | No participaron en estas elecciones | No participaron en estas elecciones | No participaron en estas elecciones |
| 2018 | 0/25                                | 0/196                               | 10/1694                             |

## Actualidad
Luego de finalizar la gestión de Susana Villarán a finales del 2014, el partido se ausento en los próximos comicios. En el 2017 integrantes del partido hicieron alianza con el Partido Humanista Peruano y el movimiento Ciudadanos por el Cambio para fundar la coalición Juntos por el Perú y participar en las elecciones regionales y municipales del 2018. En 2019 se fusionó con Ciudadanos por el Cambio para fundar el partido Fuerza Ciudadana.